# Ranton (Staffordshire)
Ranton es una parroquia civil y un pueblo del distrito de Stafford, en el condado de Staffordshire (Inglaterra).

## Geografía
Según la Oficina Nacional de Estadística británica, Ranton tiene una superficie de 5,94 km².

## Demografía
Según el censo de 2001, Ranton tenía 354 habitantes (53,25% varones, 46,75% mujeres) y una densidad de población de 59,6 hab/km². El 21,04% eran menores de 16 años, el 75,58% tenían entre 16 y 74, y el 3,38% eran mayores de 74. La media de edad era de 38,72 años. Del total de habitantes con 16 o más años, el 18,75% estaban solteros, el 71,38% casados, y el 9,87% divorciados o viudos.
El 96,61% de los habitantes eran originarios del Reino Unido. El resto de países europeos englobaban al 1,13% de la población, mientras que el 2,26% había nacido en cualquier otro lugar. Según su grupo étnico, el 99,16% eran blancos y el 0,84% mestizos. El cristianismo era profesado por el 83,85%, mientras que el 11,61% no eran religiosos y el 4,53% no marcaron ninguna opción en el censo.
Había 141 hogares con residentes y 3 eran alojamientos vacacionales o segundas residencias.